# 沃夫
沃夫（法語：Voves，法語發音：[vɔv]）是法国厄尔-卢瓦省的一个旧市镇，位于该省东南部，属于沙特尔区。2016年1月1日，沃夫和相邻的另外3个市镇合并为新市镇莱维拉日沃韦安（Les Villages Vovéens），沃夫为政府驻地。

## 地理
沃夫（48°16'19"N, 1°37'35"E）面积32.98 平方千米，位于法国中央-卢瓦尔河谷大区厄尔-卢瓦省，该省份为法国北部内陆省份，北起顺时针与厄尔省、伊夫林省、埃松省、卢瓦雷省、卢瓦-谢尔省、萨尔特省和奧恩省接壤。
与沃夫接壤的市镇（或旧市镇、城区）包括：鲁夫赖圣弗洛朗坦、圣尼古拉新城、维亚邦、凡-拉福利。
沃夫的时区为UTC+01:00、UTC+02:00（夏令时）。

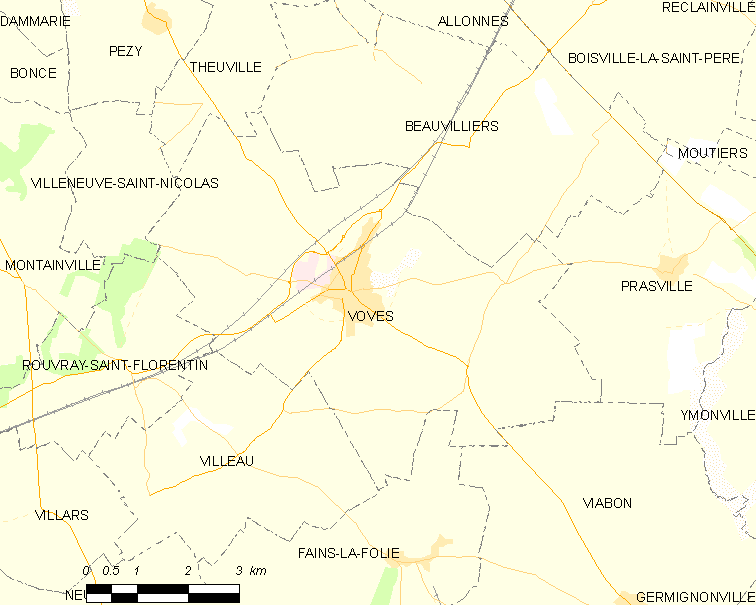
沃夫的OSM定位图

## 行政
沃夫的邮政编码为28150，INSEE市镇编码为28422。

## 政治
沃夫所属的省级选区为莱维拉日沃韦安县。

## 人口

1962-2008年间沃夫人口变化图示

沃夫于2018年1月1日时的人口数量为3265人。